# 辣薄荷草
辣薄荷草（学名：Cymbopogon jwarancusa）为禾本科香茅属下的一个种。

## 扩展阅读
- 維基物種上的相關：辣薄荷草